# Big Top Pee-wee
Big Top Pee-Wee és una pel·lícula estatunidenca dirigida per Randal Kleiser, estrenada el 1988.

## Argument
El matí després d'un tornado, el granger Pee-wee desperta, descobrint que un circ es troba en el seu pati del darrere. En fer amistat amb l'amo del circ, Mace Montana, Pee-wee decideix convertir-se en acròbata, esperant impressionar l'encantadora acròbata del circ; de tal manera que provoca la gelosa ira de Winnie, la seva promesa i compatriota. Quan el circ entra en fallida, Pee-wee desenvolupa una brillant idea: fer una espectacular grada per celebrar les meravelles de l'agricultura. El problema sorgeix quan, la majoria dels habitants de la localitat - que són persones disgustades i preocupades - i als seus seixanta anys odien a Pee-wee, li han demanat, que ajudi a treure el circ del poble.

## Al voltant de la pel·lícula
- Big Top Pee-wee va ser el primer llargmetratge on va participar Benicio Del Toro. Va interpretar Duke, el "jove cara de gos".
- Malgrat la presència del personatge de Pee-wee Herman, aquesta pel·lícula no té cap relació amb  Pee-wee's Big Adventure  o amb  Pee-wee's Playhouse ; fins i tot el personatge de Pee-wee ha estat lleument modificat, mentre aquí, viu en una granja i és ranxer, en altres ocasions el personatge ha tingut altres oficis. La pel·lícula és extreta d'un episodi de Pee-wee's Playhouse'.

## Repartiment
- Pee-wee Herman - (Paul Reubens) és un granger excèntric i infantil, que viu als afores d'una localitat petita i rural.
- Winnie - (Penelope Ann Miller) és una professora d'escola i la promesa de Pee-wee.
- Mace Montana - (Kris Kristofferson) és amo i operador d'un circ, l'espectacle del qual és arrossegat fins a la granja de Pee-wee per un tornado.
- Gina Piccolapupula - (Valeria Golino) és una bonica trapezista del circ de Montana, de la que Pee-wee s'enamora.

## Al voltant de la pel·lícula
Big Top Pee-Wee és la continuació de la pel·lícula Pee-Wee Big Adventure (1985) de Tim Burton, que posava en escena Pee-Wee Herman.